# Šalom Simchon
Šalom Simchon (hebrejsky: שלום שמחון‎, * 7. prosince 1956 Kfar Saba, Izrael) je izraelský politik a bývalý poslanec Knesetu za strany Acma'ut a Stranu práce. Od roku 2006 zastával v izraelské vládě post ministra zemědělství a rozvoje venkova. Dne 17. ledna 2011 se rozhodl spolu s Ehudem Barakem Stranu práce opustit a vstoupil do nově vytvořené strany Acma'ut (Nezávislost). Tu zastupoval do března 2013 ve vládě v postech ministra průmyslu, obchodu a práce a ministra menšin.

## Biografie
Narodil se v Kfar Sabě a po absolvování povinné vojenské služby v Izraelských obranných silách vystudoval bakalářský obor sociálních prací na Haifské univerzitě. Po ukončení studia pracoval jako sociální pracovník. Žije v mošavu Even Menachem v západní Galileji a v minulosti byl tajemníkem hnutí mošavů. Zastával rovněž funkci předsedy sociálního oddělení a oddělení mládeže tohoto hnutí.
Poprvé byl do Knesetu zvolen ve volbách v roce 1996. Svůj mandát obhájil v následujících volbách v roce 1999 a v Šaronově vládě národní jednoty byl jmenován ministrem zemědělství a rozvoje venkova a předsedou komise financí. Ve vládě sloužil i po volbách v roce 2003 jako ministr životního prostředí. V roce 2006 byl vyšetřován zda přijal zvláštní služby od letecké společnosti, ale obvinění popřel.
Ve vládě byl i po volbách v roce 2006, kdy byl opět jmenován ministrem zemědělství a rozvoje venkova. Svůj poslanecký mandát obhájil i ve volbách v roce 2009, kdy byl na dvanáctém místě kandidátní listiny labouristů. Po odchodu ze Strany práce a přestupu do nového uskupení Acma'ut, které setrvalo v koaliční vládě, získal post ministra pro menšiny a ministra průmyslu, obchodu a práce, zatímco jeho resort zemědělství převzala Orit Noked, rovněž se strany Acma'ut.